# Wydział Twórczości, Interpretacji i Edukacji Muzycznej Akademii Muzycznej w Krakowie
Wydział Twórczości, Interpretacji i Edukacji Muzycznej Akademii Muzycznej w Krakowie – jeden z trzech wydziałów Akademii Muzycznej w Krakowie. Jego siedziba znajduje się przy ul. św. Tomasza 43 w Krakowie.

## Struktura
- Instytut Kompozycji, Dyrygentury i Teorii Muzyki
  - Katedra Kompozycji
  - Studio Muzyki Elektroakustycznej
  - Katedra Dyrygentury
  - Katedra Teorii i Interpretacji Dzieła Muzycznego[2]
- Instytut Dyrygentury Chóralnej, Edukacji Muzycznej i Rytmiki
  - Katedra Badań Muzyczno-Edukacyjnych
  - Katedra Chóralistyki[3]
- Międzyuczelniany Instytut Muzyki Kościelnej
  - Katedra Historii Liturgii
  - Katedra Muzyki Kościelnej
  - Katedra Muzyki Religijnej[4]

## Kierunki studiów
- Kompozycja i Teoria Muzyki
- Dyrygentura
- Edukacja artystyczna w zakresie sztuki muzycznej
- Muzyka kościelna[5]

## Władze
Dziekan: prof. dr hab. Wojciech Widłak

Prodziekan: dr Ewa Siemdaj

Prodziekan: dr Monika Płachta